# 37℃〜微熱戦記〜
「37℃〜微熱戦記〜」（さんじゅうななどしー・びねつせんき）は、高山美瑠とTWO-MIXによって結成された音楽ユニットM★TWO-MinaMiru-のシングル。2000年2月23日にワーナーミュージック・ジャパンから発売された。

## 概要
テレビ東京系アニメ『ジバクくん』のエンディングテーマとして起用されたが、使用されたのは「37℃ -0.5℃」をロッテルダムテクノ調にリミックスさせたものである。
高山美瑠とTWO-MIXのユニットM★TWO-MinaMiru-の唯一のシングルで、高山美瑠がアメリカへ留学してしまい、プロジェクトが立ち消えとなったため『歌手・高山美瑠』としての活動は終了した。

## 収録曲
| 全作詞: 永野椎菜、全作曲: 高山みなみ、全編曲: TWO-MIX。 |                                   |          |            |      |
| #                                                       | タイトル                          | 作詞     | 作曲・編曲 | 時間 |
| 1.                                                      | 「37℃〜微熱戦記〜」               | 永野椎菜 | 高山みなみ | 4:53 |
| 2.                                                      | 「37℃ -0.5℃」                     | 永野椎菜 | 高山みなみ | 5:01 |
| 3.                                                      | 「37℃ +1.5℃」                     | 永野椎菜 | 高山みなみ | 4:26 |
| 4.                                                      | 「37℃〜微熱戦記〜」(Instrumental) | 永野椎菜 | 高山みなみ |      |
| 5.                                                      | 「37℃ -0.5℃」(Instrumental)       | 永野椎菜 | 高山みなみ |      |
| 6.                                                      | 「37℃ +1.5℃」(Instrumental)       | 永野椎菜 | 高山みなみ |      |

## リリース履歴
| No. | 日付          | レーベル                       | 規格                    | 規格品番   | 最高順位 | 備考 |
| --- | ------------- | ------------------------------ | ----------------------- | ---------- | -------- | ---- |
| 1   | 2000年2月23日 | ワーナーミュージック・ジャパン | 12cmCD (マキシシングル) | WPC7-10041 | 43位     |      |

## 収録作品
| 曲名            | バージョン | 収録作品            | 発売日        | 備考 |
| --------------- | ---------- | ------------------- | ------------- | ---- |
| 37℃〜微熱戦記〜 | Original   | 『Single & Single』 | 2000年3月23日 |      |